# Maurits Cornelis Escher
Maurits Cornelis Escher (Leeuwarden, Nizozemska, 17. lipnja 1898. - Hilversum, Nizozemska, 27. ožujka 1972.) - nizozemski grafičar. 
Poznatiji je kao M.C.Escher i poznat po svojim, najčešće matematikom inspiriranim bakropisima i drvorezima.
Bavio se je oslikavanjem realno nemogućih konstrukcija.

## Vanjske poveznice
|  | Zajednički poslužitelj ima još gradiva o temi Maurits Cornelis Escher |